# دائرة أبلسة
بلدية أبلسة إحدى بلديات الجزائر التابعة لولاية تمنراست. عاصمتها هي أبلسة و تضم بلدية أبلسة.